# مارينا أورلوفا (ممثلة)
مارينا أورلوفا (بالروسية: Марина Викторовна Орлова)‏ (25 مارس 1986، بياتيغورسك في روسيا)؛ شاعرة غنائية، مقدمة برامج إذاعية، مذيعة، ملحنة، ممثلة، مغنية، كاتِبة، مقدمة تلفزيونية وشاعرة روسية.

## روابط خارجية
- مارينا أورلوفا على موقع IMDb (الإنجليزية)
- مارينا أورلوفا على موقع قاعدة بيانات الفيلم (الإنجليزية)
- مارينا أورلوفا على موقع كينوبويسك (الروسية)